# オスペダーレ・マッジョーレ
オスペダーレ・マッジョーレ・ディ・ミラノ (イタリア語: Ospedale Maggiore di Milano)はイタリア最古の病院の一つ。Policlinico di MilanoやCa' Granda Ospedale Maggiore Policlinicoとも呼ばれる。1456年にフランチェスコ・スフォルツァ公によって創設された。現在では成人、妊婦、婦人、小児向けの病棟のある、900床を抱える近現代的な病院となっている。2020年3月、最初のCOVID-19の感染拡大中には、そのうちの300床がCOVID-19 の患者のために再編された。

## 歴史
- 1456年:アントニオ・フィラレーテにより設計、着工
- 1943年:連合軍の空襲により一部破損
- 1950年:復元される
- 1953年:大規模な改装プロジェクト
- 1958年:ミラノ大学開設

## 様式
- ゴシック様式
  - 尖頭アーチ：スパンの半分よりも長い半径をもつ2つの円弧でつくられる先端のとがったアーチ。
  - リブヴォールド：横断アーチとその対角線のアーチをリブとし、その隙間をセルによって覆うヴォールト。

- ルネサンス様式
  - 中庭：正方形の回廊で囲まれており、その側面は薄い石の柱で支えられている。
  - 半円アーチ：ゴシック建築が生まれる以前のロマネスク建築で使われてた。
  - またクラシックなオーダーを持つ円柱が立ち並んでいる。

- バロック様式
  - ファサードの中央部分（入り口）：コンポジット式のオーダーを持った大理石の付柱。浮き彫り細工。
  - 石造りのトンド：バストが突き出た円形の装飾。

## 意匠
スタイルはハイブリッドで、はっきりした線でマークされている。
ブルネレスの「順序文法」を極端に適用することなく、装飾的な豊かさによって和らげられている。
新しい王子フランチェスコ・スフォルツァの意志に基づいてそのイメージを推進するよう依頼された本病院は、機能的なスペースの分割と定期的な計画に基づく基本プロジェクトの厳しさとの統合の欠如との間の不平等を明確に示している。病院の計画は、4世紀以上にわたって完成したが、フィラレーテが15世紀半ばに設計したものをほぼ尊重している。四角形の建物で、メインエントランスはCorte del Richiniと呼ばれる広大な中央の中庭に通じている。左右は4つの中庭と2階建ての柱廊に囲まれた広い中庭で２つの十字架に細分されている。南に位置する右翼は15世紀に建てられ、中央の中庭は17世紀に建てられた。一方、北部の左翼は6〜700の間に建てられたが、戦後は実質的に現代的な形で再建された。
立面図では、ブルネレスキの教訓から派生した中庭の丸いアーチの連続のリズミカルな純度とは対照的に、テラコッタの装飾の盛り上がりは対照的である。
記念碑的な中央ポータルは、Via Festa del Perdonoを見渡すほぼ300メートルの長さのメインファサードを2等分している。上階の想像力豊かなテラコッタの装飾は、GuiniforteとFrancesco Solariの兄弟の作品である。17世紀にはバストが突き出た特徴的な石造りのトンドが追加されている。
ファサードの中央部分は17世紀の建築で、バロック様式の入り口とそこから分岐した左右対称の2つの羽根で構成されている。表現主義的な石造りのバストは、典型的にはバロック様式の味がしている。彫像は下の階には2つの最も有名なミラノの聖人、サンカルロとサンタンブロージョを表し、上の階には病院が最初に捧げたアナンシアータを表し、ジョバンピエトロによって1631年に作られた。ラザニア、ベネランダデルドゥオーモ工場の彫刻家。